# Истенкский отоми
Истенкский отоми (Ixtenco Otomi, Otomí de Ixtenco, Southeastern Otomí, Tlaxcala Otomi, Yųhmų) — индейский язык, на котором говорят в муниципалитете Сан-Хуан-Баутиста штата Тласкала в Мексике. Ластра (2006) классифицировал его как восточный отоми и считает консервативным диалектом.
В штате Тласкала на истенкском отоми также ранее говорили вблизи муниципалитета Уамантла, расположенном на севере (Карраско 1950). На востоке был распространён в муниципалитетах Нопалука, Сан-Сальвадор-эль-Секо и Куапьястла. Несколько семей мигрировало в муниципалитеты Махимо-Сердан и Рафаэль-Лара-Грахалес штата Пуэбла в Мексике.